# 克蘭茨巴赫河
47°30′40″N 11°17′00″E / 47.51121°N 11.28339°E

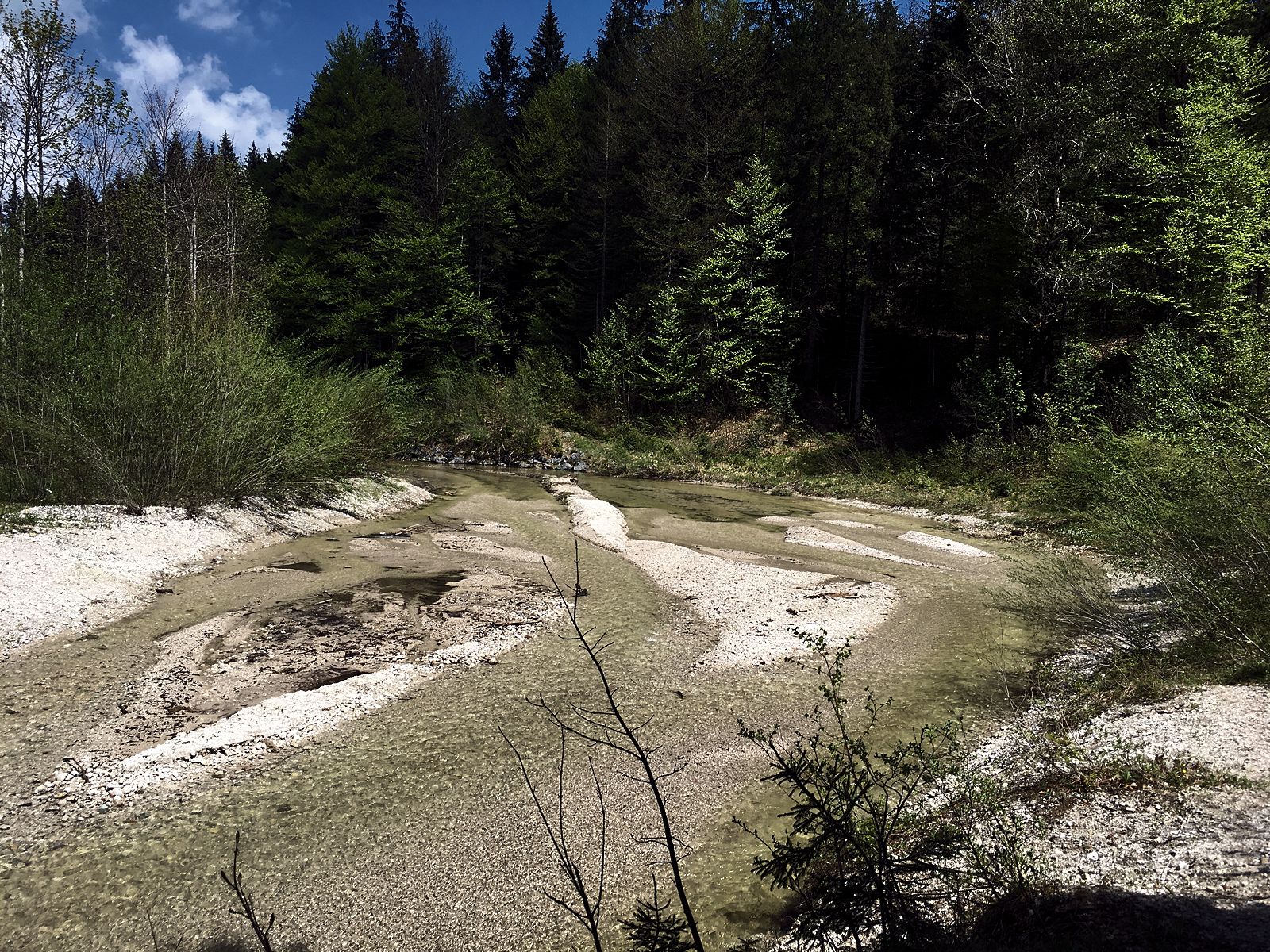

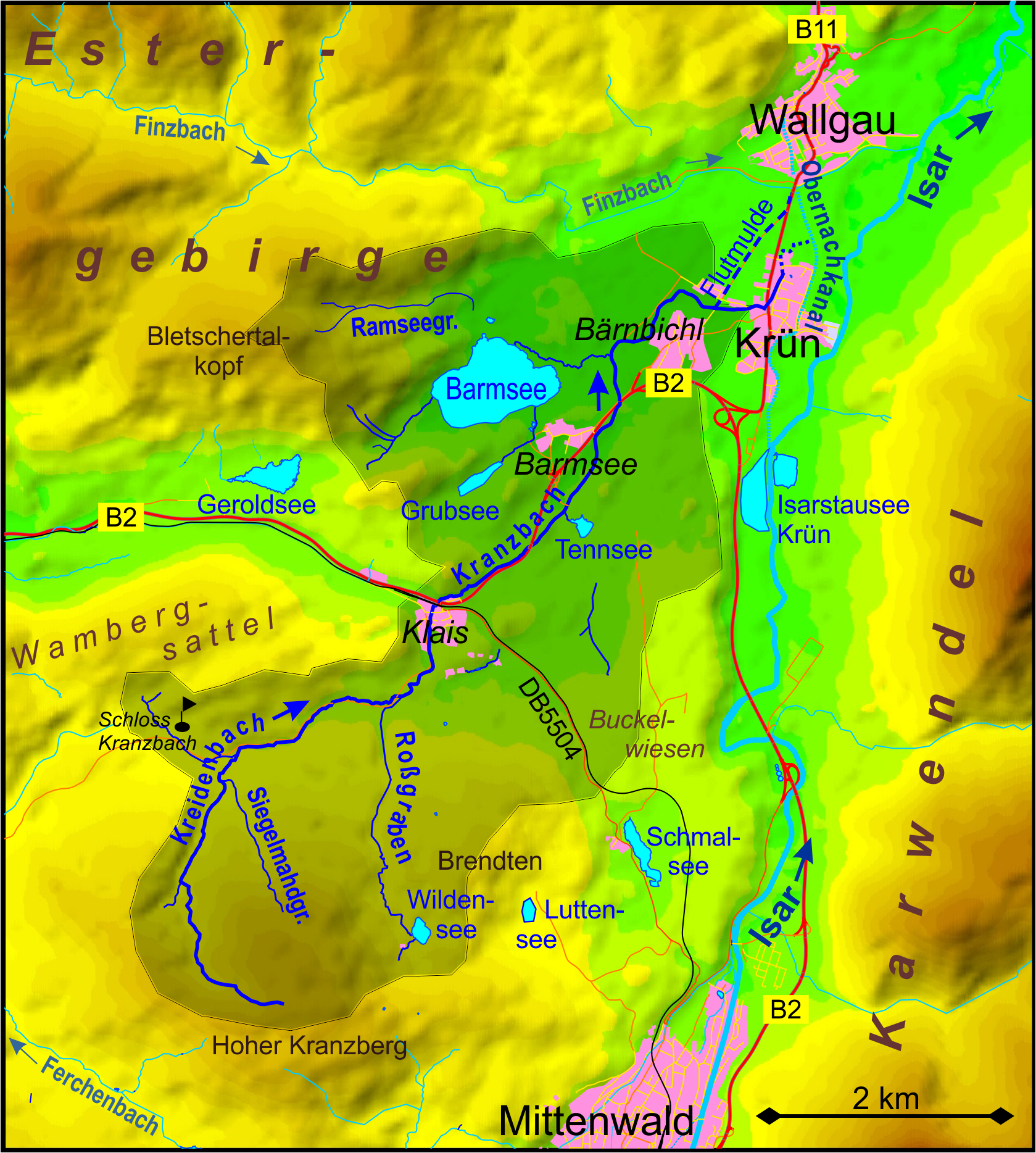

克蘭茨巴赫河（德語：Kranzbach），是德國的河流，位於該國東南部，由巴伐利亞負責管轄，屬於伊薩爾河的支流，河道全長11.1公里，流域面積22.4平方公里，發源自上克蘭茨山。